# クリス・オニール (ラグビー選手)
クリス・オニール（Chris O'Neil）は、ニュージーランドのラグビー指導者。

## プロフィール
- ニュージーランド出身[1]。
- 現役時代のポジションはスクラムハーフ(SH)[2]。
- 娘の八菜はバレエダンサー[3]。

## 略歴
マッセー大学卒業後、1988年、伊勢丹に加入。
1997年、伊勢丹のプレイングコーチになり、翌1998年、ヘッドコーチに昇格。